# Equip d'escalada
L'equip d'escalada varia segons el tipus d'escalada practicada. L'escalada de blocs necessita el mínim equip fora de les sabates i el guix i els matalassos opcionals. L'escalada esportiva afegeix cordes, arnesos, dispositius d'assegurament i cintes exprés per enganxar-se als cargols instal·lats a la paret. L'escalada tradicional afegeix la necessitat de portar un ventall de dispositius temporals de protecció passiva i activa. L'escalada de diversos llargs (i l'escalada de parets grans) afegeix dispositius per ajudar-se a pujar i baixar per cordes fixes. I, finalment, l'escalada artificial utilitza un equipament específic (per exemple, estreps).
Els avenços en l'equipament són una part clau de la història de l'escalada, començant per la corda. Els dispositius moderns permeten als escaladors fer tasques que abans es feien manualment i fer-les amb més control, en totes les condicions, i menys esforç. Alguns exemples inclouen l'arnès (que substitueix la corda lligada al voltant de la cintura), el mosquetó (que substitueix molts nusos), el dispositiu de descens/ràpel (que substitueix el dülfersitz), l'ascensor (que substitueix el nus prúsic), el dispositiu d'assegurament (que substitueix l'assegurança corporal) i els tascons (que substitueixen les pedres).
L'equipament modern inclou cordes dinàmiques, eines d'entrenament pliomètriques, dispositius avançats de lleves amb molla (SLCD) per a protecció i dispositius avançats de control de corda, com ara dispositius d'autobloqueig (SLD), dispositius de captura de progrés (PCD) i dispositius de frenada assistida (ABD). Els equips moderns utilitzen materials avançats que són cada cop més duradors, més forts i més lleugers (per exemple, Spectra/Dyneema i aliatges d'alumini). L'equip ha de complir estàndards específics (per exemple, els de la UIAA) de resistència, durabilitat i fiabilitat, i ha de ser certificat i provat amb aquests estàndards.

## Ús i certificació

### Tipus d'escalada
L'equip d'escalada necessari varia segons el tipus d'escalada que s'està duent a terme. Partint del tipus d'escalada amb menys equipament intensiu, les necessitats generals d'equipament són les següents:
- L'escalada en solo integral (i la seva variant de psicobloc) requereix un equip mínim, ja que no s'utilitza cap protecció (ni equip de corda relacionat). L'equipament es limita al calçat d'escalada i magnèsia (amb la seva bossa corresponent).

- L'escalada de bloc (i la seva variant de bloc de competició) utilitza l'equip bàsic de l'escalada en solo integral però amb l'addició opcional de matalassos de bloc (anomenats en anglès crash mats i crash pads).

- L'escalada amb corda de segon (i la seva variant d'escalada de velocitat de competició) afegeix una corda, un arnès i un dispositiu d'assegurament, però cap protecció general d'escalada fora de la que s'utilitza per al punt d'ancoratge a la part superior de la pujada, del qual penja la corda, i que se sol fer amb mosquetons i cintes o corda.[2]

- L'escalada esportiva anant de primer (i la seva variant d'escalada de primer de competició) afegeix cintes exprés, que l'escalador enganxa als parabolts instal·lats al mur mentre avança per la paret amb la corda lligada a l'arnès (sense que la corda hagi passat pel punt d'ancoratge situat en l'extrem superior de la via).[2]

- L'escalada tradicional requereix la majoria de l'equip de les disciplines anteriors, però amb l'afegit d'un extens equip de protecció per a l'escalada (tascons i SCLD), que l'escalador introduirà en fissures o forats de la paret mentre escala. El pes de la protecció addicional per a l'escalada pot requerir un arnès més resistent o una cinta en bandolera.[2]

- L'escalada de múltiples llargs, que es pot fer en format esportiu o tradicional, requereix dispositius de corda addicionals com ascensors i descensors per moure's amunt i avall per cordes fixes. La variant d'escalada de gran paret requereix dispositius de corda resistents per portar més material, com ara tendes de campanya de paret i provisions.

- L'escalada en solitari amb corda es fa en molts formats (esportiu, tradicional, multillarg) i necessita una àmplia gamma de dispositius de corda, ja que s'ha d'escalar en solitari (SLD), baixar (descensors) i tornar a pujar després (ascensors).[3][4] La variant més senzilla de l'escalada en solitari amb corda de segon només requereix els SLD.[5]

- L'escalada artificial (i la seva variant d'escalada artificial neta) sol fer-se en el format tradicional i en vies de múltiples llargs (i de gran paret). A més de l'equipament estàndard per a aquestes vies, l'escalada artificial utilitza equips especialitzats com ara estreps, fifis i daisy chains, així com martells per a pitons.[6]

### Certificació

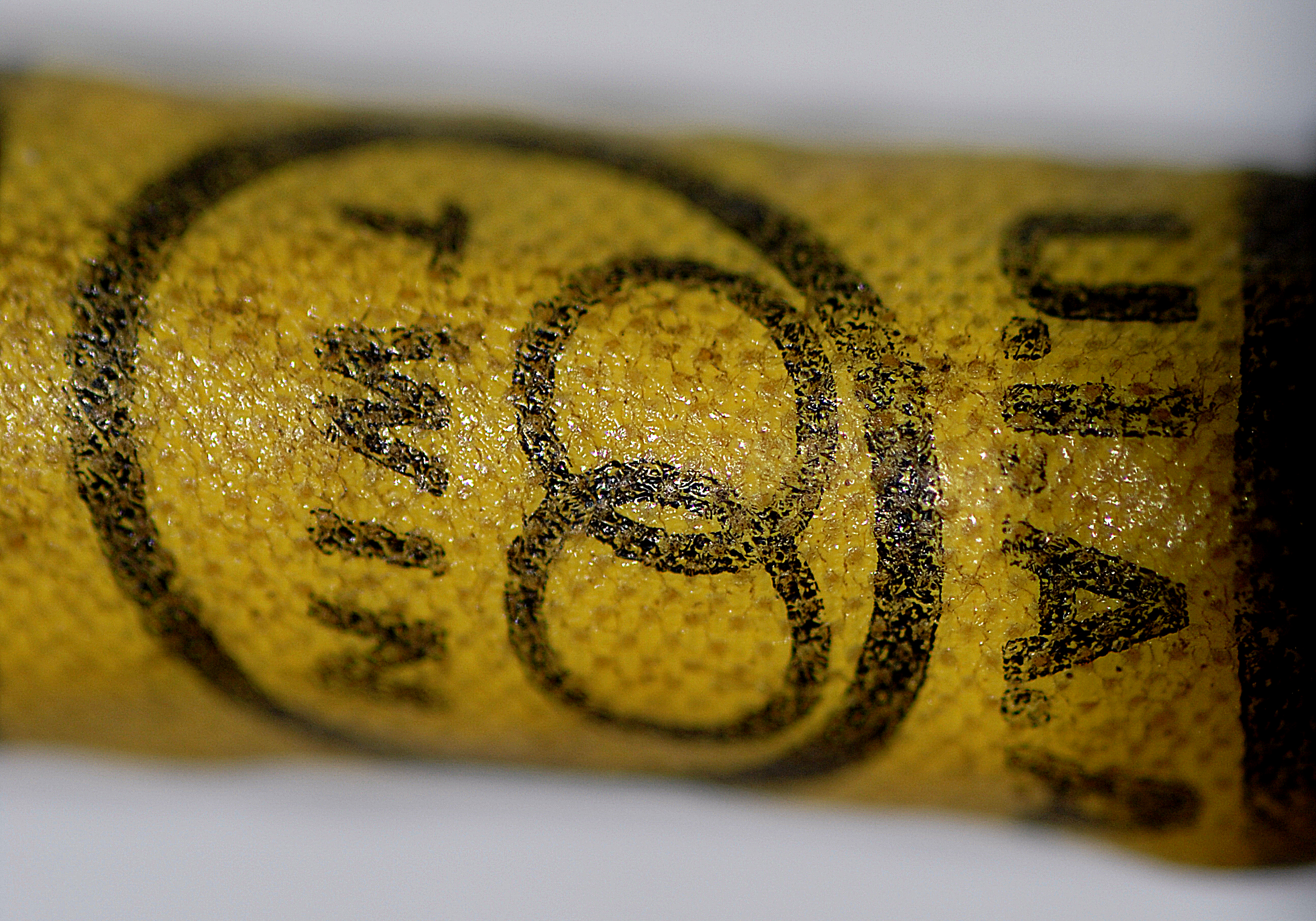
Cordes bessones certificades per la UIAA

Els equips d'escalada en roca es classifiquen en general com a equips de protecció individual (EPI). La UIAA va ser un organisme primerenc a l'hora d'establir estàndards per als equips (abans de 1995 va ser l'únic organisme que va establir normes) i la Comissió de Seguretat de la UIAA continua tenint un paper central a tot el món en aquesta àrea. El CEN europeu també és un important regulador dels EPI i treballa estretament amb la Comissió de Seguretat de la UIAA a través del grup de treball CEN per a equips d'alpinisme. Amèrica del Nord té menys regulacions per als equips d'escalada en roca, ja que no estan classificats com a EPI militar o professional i, per tant, no entren sota la regulació OSHA; en efecte, la UIAA i el CEN s'han convertit en els organismes més importants per establir estàndards i regular els equips d'escalada a tot el món, i la majoria dels principals fabricants produeixen equips certificats i identificats amb el marcatge UIAA i CE. Després del Brexit, el Regne Unit utilitza la certificació UKCA en lloc del CEN.

## Cordes i cintes

### Cordes

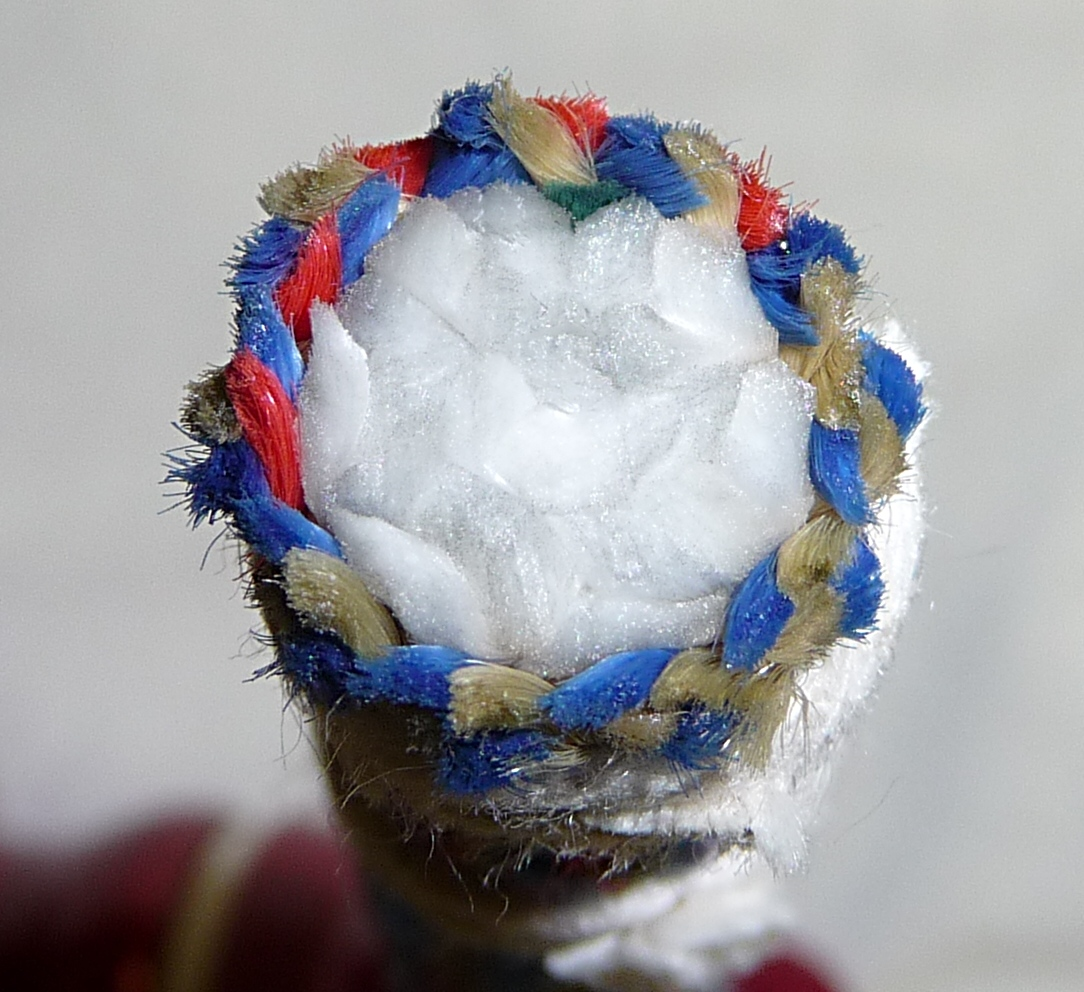
Secció transversal de corda dinàmica amb ànima i camisa de 10,7 mm de diàmetre

Les cordes d'escalada modernes fan habitualment 50–80 metres (160–260 ft) de llargada i tenen una construcció que consisteix en un nucli o ànima de fibres de niló retorçades i una funda exterior o camisa de fibres de niló gruixudes de colors entreteixides. Poden ser dinàmiques, que es poden estirar per absorbir l'energia d'un escalador que cau, i reduir així la possibilitat que es lesioni, o estàtiques, menys cares però més resistents, només utilitzades en situacions de càrrega constant com ara baixar (per exemple, ràpel) i pujar (també anomenada corda fixa).
Alguns escaladors utilitzaran una sola corda d'escalada de 9-11 mm de diàmetre, mentre que altres utilitzaran cordes dobles per reduir el fregament (per exemple, cadascuna s'enganxa a un punt d'ancoratge altern i així fan un traçat més recte, sense ziga-zagues), que tenen menys gruix (al voltant de 8-9 mm) per limitar el pes de la corda addicional. Quan s'utilitzen dues cordes més primes que s'enganxen totes dues a cada ancoratge (és a dir que l'objectiu no és reduir el fregament de la corda sinó tenir una corda de suport per a escalades llargues), es coneixen com a cordes bessones, que fan al voltant de 7-8 mm de diàmetre.

### Cintes planes o eslingues

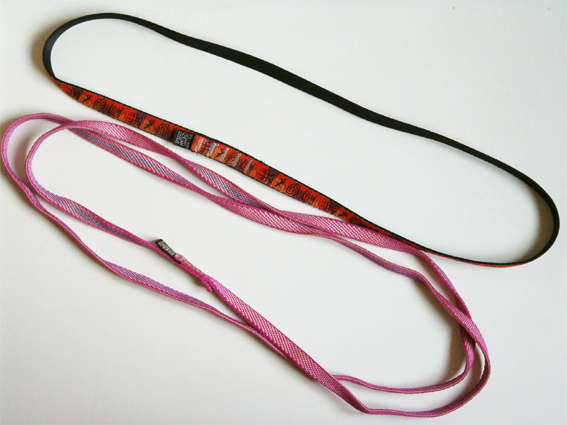
Joc de cintes planes cosides

L'eslinga, corretja o cinta plana moderna està feta de niló tubular fort o del material patentat d'Spectra/Dyneema, encara més resistent. Els escaladors utilitzen corretges que s'han cosit (utilitzant un estàndard certificat de costura reforçada) en diverses longituds de bucles tancats anomenades "eslingues" o "cintes", que es poden utilitzar en una àmplia gamma de situacions, inclòs encerclar seccions de roca (per al ràpel, per crear ancoratges d'assegurament o com a protecció passiva, acció que es coneix com a "pont de roca") o lligat a altres peces d'equip (sovint mitjançant mosquetons) per crear una versió més llarga d'una cinta exprés o fins i tot una baga d'ancoratge improvisada.
Les eslingues poden consistir també en peces més complexes com la daisy chain, usada en l'escalada artificial, o el sistema d'ancoratge personal, que s'usa per fixar l'escalador a un punt d'ancoratge.

### Cordinos

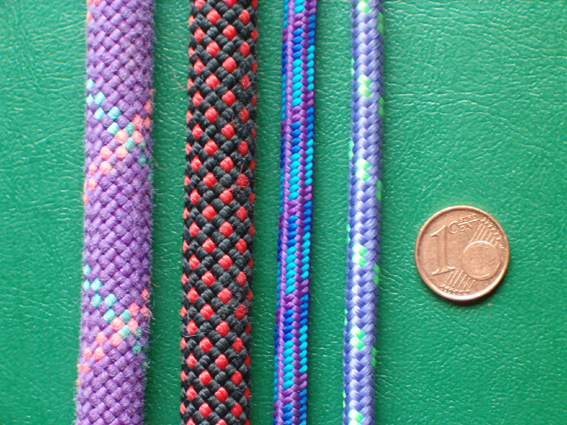
Comparació dels gruixos de corda (les dues de l'esquerra) i cordino (els dos de la dreta)

Tot i que eslingues de diferents llargades es poden lligar mitjançant un nus (per exemple, un nus de cinta plana) per crear llaços de longitud personalitzada, la seva capacitat de càrrega es redueix considerablement, la qual cosa les fa menys segures. Per això, els escaladors utilitzen un cordino, que és un tros més prim (al voltant de 4-8 mm) de corda estàtica, lligada mitjançant un nus de pescador doble en bucles tancades de la mida que convingui en cada cas.
Aquests llaços de cordino compleixen una gran varietat de funcions en l'escalada en roca, inclosa la creació de nusos prúsic de fricció per pujar o agafar cordes d'escalada fixes (normalment utilitzant un cordino més fi, d'uns 5-6 mm de diàmetre) o per connectar i igualar les forces dels diversos punts d'un ancoratge fix, com quan s'instal·len ancoratges de ràpel o d'assegurament en vies d'escalada de diversos llargs (per a la qual cosa s'utilitzen normalment cordinos més gruixuts, d'uns 7-8 mm de diàmetre).

## Connectors de corda
Diversos dispositius ajuden els escaladors a subjectar de manera segura diferents elements a la corda, inclosos ells mateixos (per exemple, mitjançant un arnès) i els dispositius de protecció (per exemple, mitjançant mosquetons i cintes exprés). Abans de la seva invenció, els escaladors utilitzaven tècniques alternatives, com ara enrotllar-se la corda al voltant del cos en lloc d'un arnès o al voltant de la roca en lloc de la protecció, a més d'utilitzar diversos nusos d'escalada per enllaçar cordes i punts d'ancoratge.

### Mosquetons

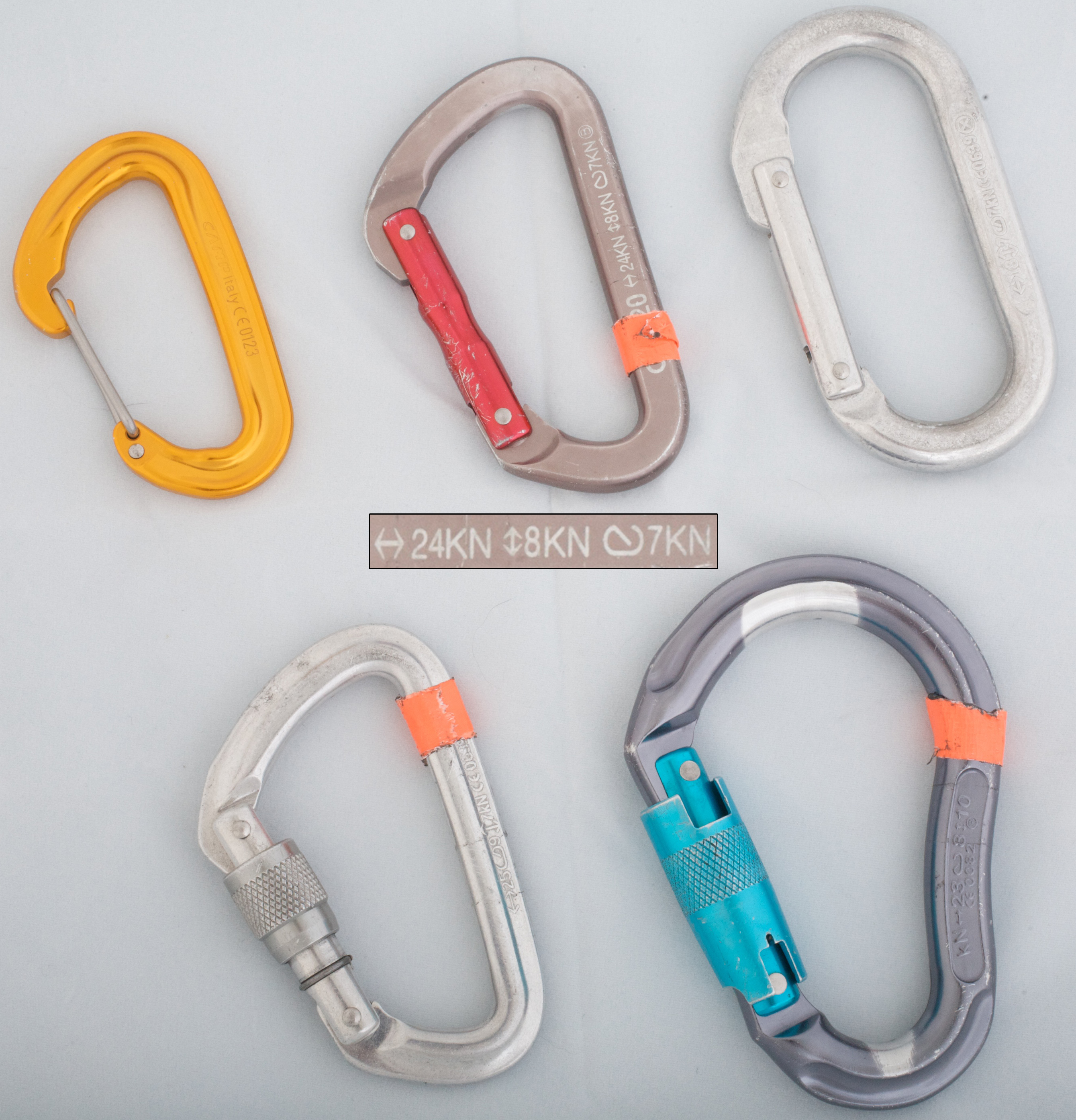
Mosquetons sense bloqueig (a dalt) i amb bloqueig (a sota)

Els mosquetons són clips metàl·lics tancats amb frontisses amb molla que s'utilitzen com a connectors entre la corda i els diferents dispositius. Els mosquetons moderns estan fets d'un aliatge d'alumini lleuger però resistent que pot suportar la càrrega d'una caiguda. Els mosquetons tenen diverses formes (per exemple, la forma de D asimètrica/desplaçada és la més comuna) i estils de tanca (per exemple, recta o corbada). Una variació particular és si la frontissa té sistema de bloqueig (per a més seguretat, per exemple quan s'assegura, tot i que això fa que el mosquetó sigui més pesat i una mica més complicat de manipular) o no (és més fàcil d'enganxar i treure, per exemple, quan es fa escalada esportiva en una via equipada amb punts de seguretat, però té el risc que la tanca s'obri accidentalment).

### Arnesos
Els arnesos d'escalada s'utilitzen per connectar la corda a l'escalador (mitjançant l'anella ventral de l'arnès). Els arnesos estan fets de materials resistents que poden suportar la càrrega d'una caiguda important. Hi ha molts tipus de disseny i de materials utilitzats depenent del tipus d'escalada prevista. Alguns exemples són els arnesos de cintura minimalistes per a l'escalada esportiva (per exemple, amb les mínimes anelles portamaterial), arnesos lleugers i desmuntables per a les cames per a escalada alpina (perquè es puguin fer servir quan vas abrigat amb roba hivernal gruixuda), arnesos encoixinats per a l'escalada de grans parets (per donar comoditat per a assegurances llargues i ràpels) i arnesos de pit o de cos sencer per a infants i per quan es porten càrregues pesades.

### Bagues d'ancoratge

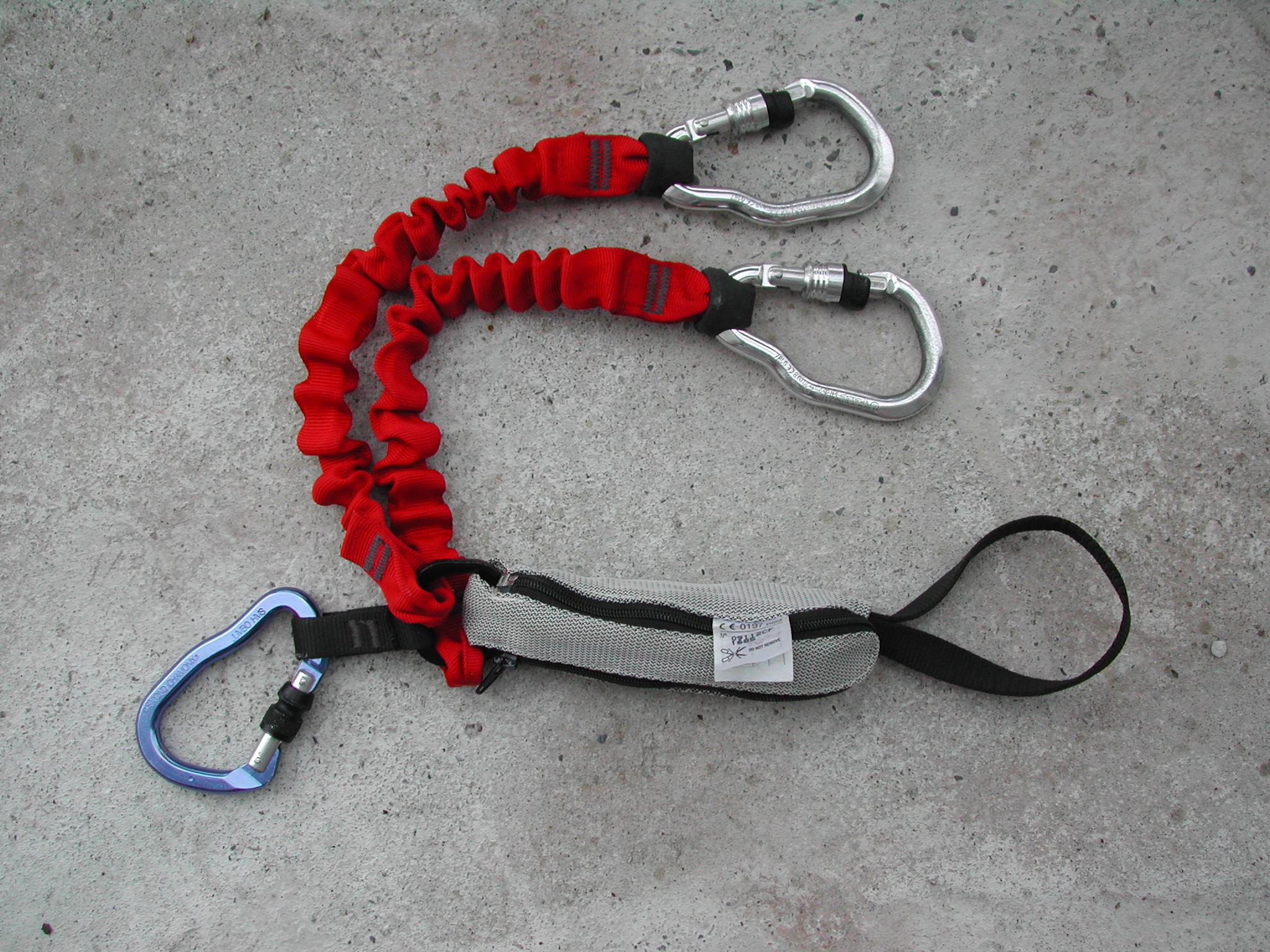
Conjunt de bagues de via ferrada de Petzl amb dispositiu dissipador d'energia

Les bagues d'ancoratge són versions molt més llargues de les cintes exprés que uneixen l'arnès a una corda (o a altres elements de seguretat, com ara un cable metàl·lic) o a un punt d'ancoratge. Una altra diferència és que les bagues són molt més resistents que les cintes i són capaces de suportar factors de caiguda de 2, situació que es pot esdevenir en vies ferrades o en vies d'escalada de múltiples llargs. Sovint estan fetes de materials que poden absorbir energia dinàmica i a vegades compten amb dispositius addicionals d'absorció o dissipació d'energia per a cas de caiguda. Les bagues que han suportat caigudes importants han de descartar-se i destruir-se. Les bagues d'ancoratge també es construeixen per ser prou flexibles com per resistir la força de torçament.

### Sistemes d'ancoratge personal

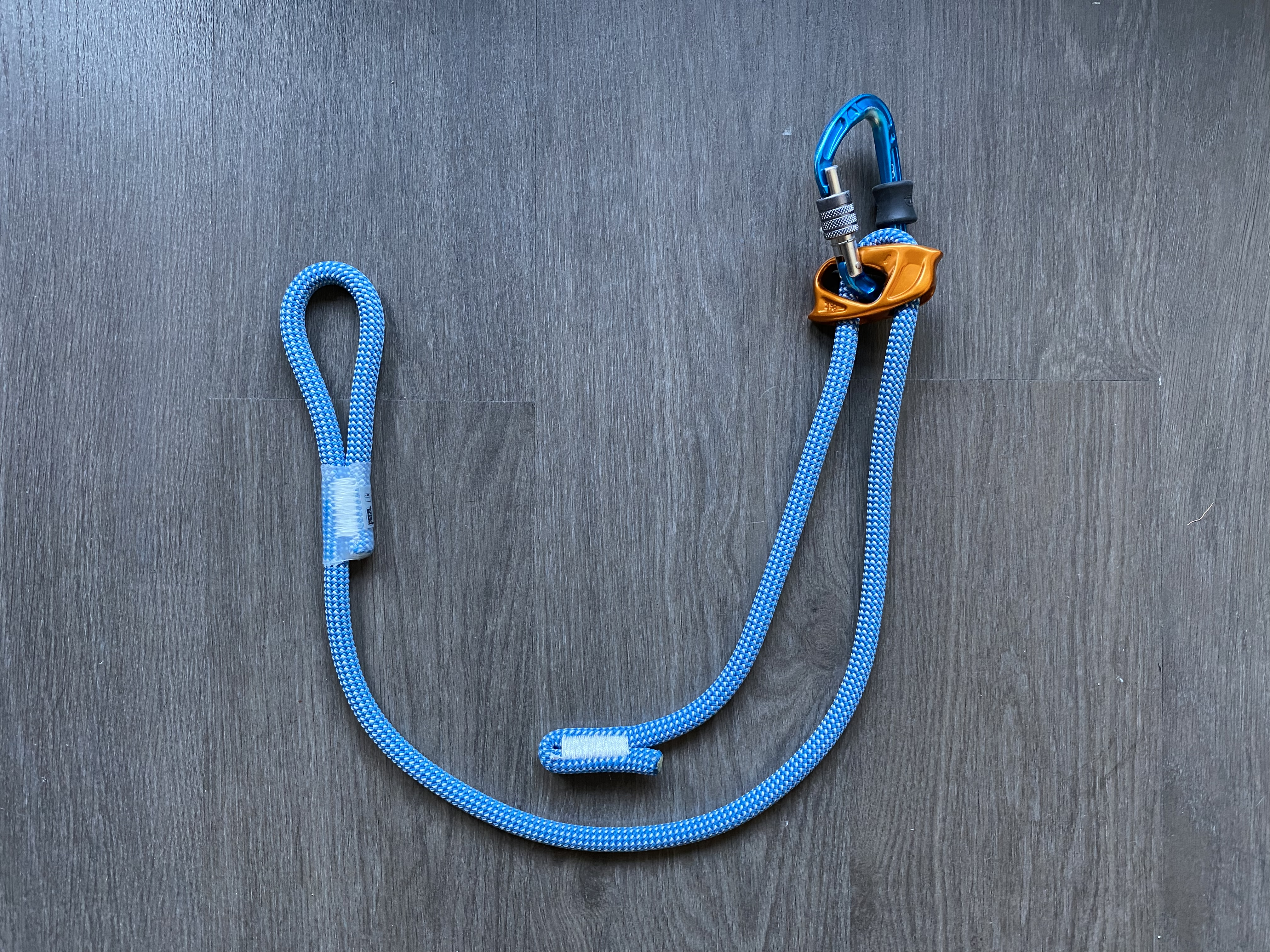
Baga d'ancoratge de longitud graduable Connect Adjust de Petzl

Un tipus de bagues és el sistema d'ancoratge personal (PAS), que és una secció de corda o cadenes d'eslingues interconnectades, que s'utilitzen per lligar l'arnès a un punt d'ancoratge. Tradicionalment, els escaladors lligaven l'arnès als ancoratges utilitzant la mateixa corda d'escalada (fent-hi un nus); tanmateix, el PAS s'ha popularitzat com una manera d'evitar reduir la longitud efectiva de la corda d'escalada i d'utilitzar una connexió més senzilla i directa.

### Cintes exprés

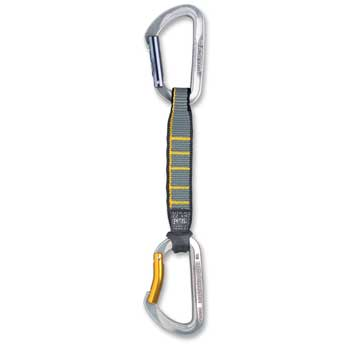
Cinta exprés d'escalada esportiva i de competició, amb la tanca del mosquetó inferior corbada cap endins per facilitar el clipatge de la corda

Els escaladors utilitzen cintes exprés per connectar cordes a elements fixos, com ara ancoratges a la paret, en l'escalada esportiva, o dispositius de protecció, en l'escalada tradicional. La cinta exprés consisteix en dos mosquetons sense bloqueig connectats entre si per un llaç curt de corretges cosides. S'utilitzen per reduir la fricció i el fregament entre la corda i l'element fix (manté la corda més separada de la paret que si aquesta es passés directament per un mosquetó enganxat a l'ancoratge de la paret). En l'escalada de competició, les cintes exprés s'han penjat prèviament als ancoratges. En escalada esportiva, pujar amb les cintes ja col·locades, estalviant-se la feina de posar-les un mateix, s'anomena pinkpointing. El mosquetó inferior de les cintes exprés sovint tenen la tanca corbada cap endins per facilitar passar-hi la corda.

## Dispositius de corda
S'utilitzen diversos dispositius per controlar la corda (dispositius d'assegurament i dispositius d'autobloqueig), per pujar per la corda (dispositius d'ascens) o per baixar per la corda (dispositius de ràpel o descens). Històricament, aquestes accions eren fetes pels escaladors sense dispositius (per exemple, l'assegurament del cos per assegurar, el ràpel dülfersitz per baixar i el nus prúsic per pujar), però aquests dispositius faciliten el control i la seguretat en totes les condicions (per exemple, amb cordes mullades o gelades).

### Ascensors

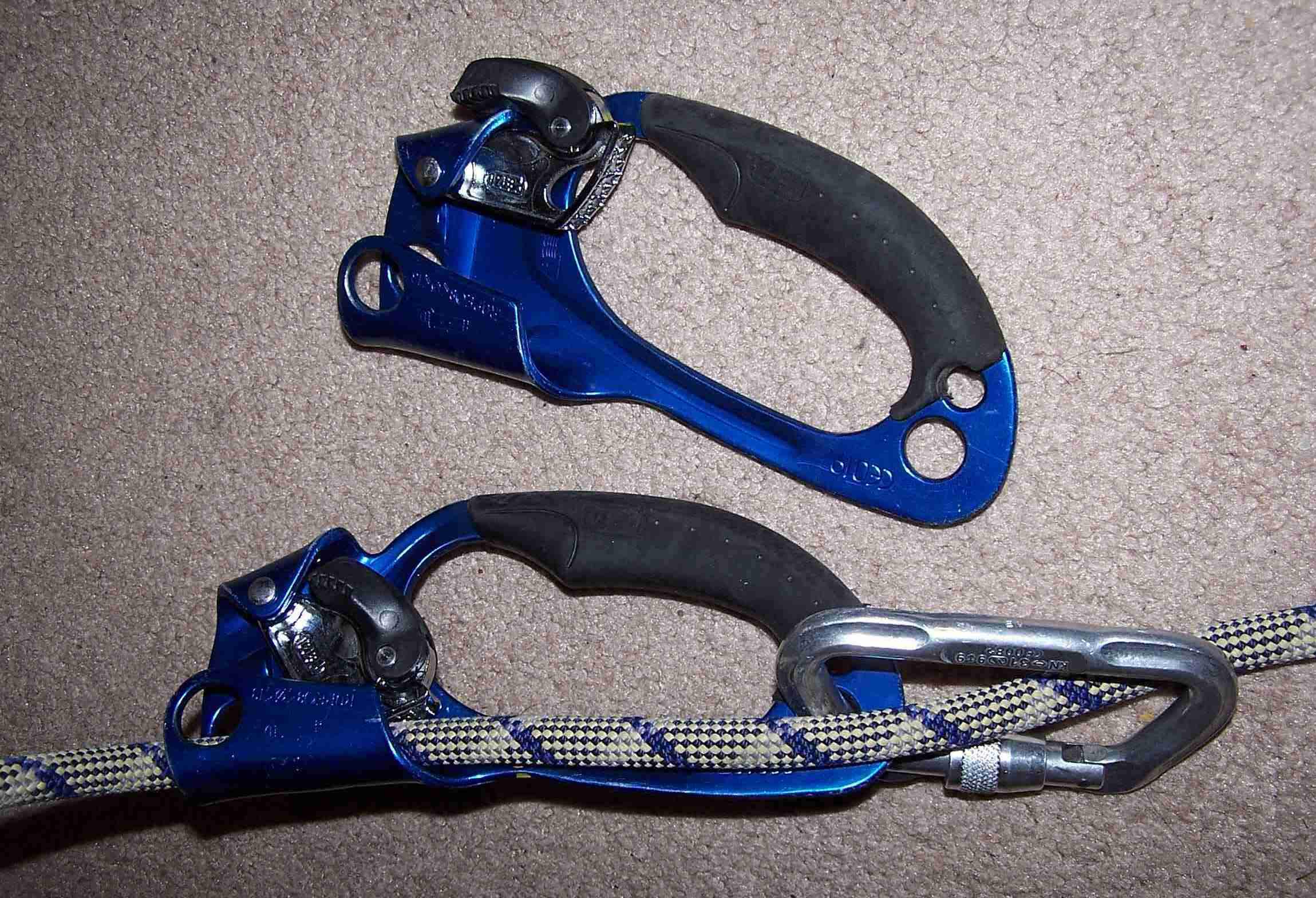
Ascensor i ascensor lligat a una corda

Els ascensors (també anomenats "jumars" o "crolls", pels noms dels models més populars) són dispositius mecànics que permeten a un escalador pujar per una corda fixa (per exemple, una corda estàtica que penja d'un anclatge fix). Els ascensors fan la mateixa funció bàsica que els nusos de fricció o prúsic fets amb corda, però es necessita molt menys esforç i concentració per utilitzar-los (per exemple, quan l'escalador està cansat i ha de fer una ascensió llarga), poden suportar càrregues molt més pesades i són més fiables en totes les condicions (per exemple, amb cordes humides o gelades). L'ascensor utilitza una lleva interna que permet que el dispositiu llisqui lliurement en una direcció, però agafa fortament la corda quan s'estira en la direcció oposada. Per evitar que el dispositiu ascendent caigui accidentalment de la corda, també s'utilitza un mosquetó de bloqueig.

### Dispositius d'assegurament

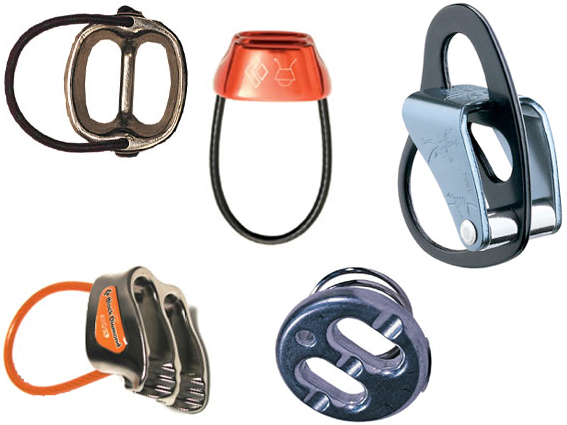
Diferents models de dispositius asseguradors

Els dispositius d'assegurament són dispositius mecànics de fre de fricció que s'utilitzen per controlar les cordes d'escalada quan s'assegura un escalador. El seu propòsit principal és permetre que la corda es bloquegi o freni completament amb el mínim esforç quan s'atura la caiguda d'un escalador. N'hi ha molts tipus, com els dispositius de frenada passiva originals com les plaques sticht i les posteriors cassoletes (per exemple, l'ATC de Black Diamond o el Reverso de Petzl).
Els dispositius d'assegurament moderns inclouen dispositius de bloqueig automàtic (per exemple, el GiGi), que permeten connectar el dispositiu d'assegurament a un punt d'ancoratge independent (i no a l'assegurador, la qual cosa és útil perquè pugui pujar el segon escalador en vies de diversos llargs), i dispositius de frenada assistida activa (ABD), que es bloquegen automàticament amb moviments bruscos de corda (per exemple, el GriGri de Petzl o el Revo de Wild Country). Alguns dispositius d'assegurament passius també es poden utilitzar com a descensors per al ràpel.
Les parets d'escalada interiors poden comptar amb dispositius d'assegurament automàtic mecànics fixos que permeten a l'escalador superar una ruta sol. Els models d'assegurament automàtic de primer més recents permeten que l'escalador també pugui escalar la ruta sol.

### Descensors

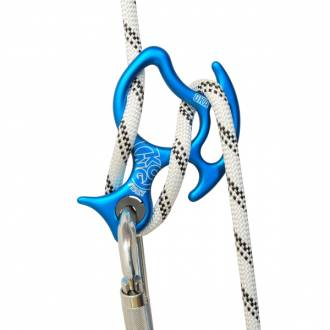
Descensor de vuit avançat

Els descensors (o dispositius de ràpel) permeten a un escalador baixar en ràpel per una corda fixa (per exemple, una corda que penja d'un anclatge fix). Fan la mateixa funció bàsica que el ràpel dülfersitz però amb més control i menys esforç. El descensor passiu clàssic, encara molt utilitzat, és el vuit, encara que s'ofereix en variacions més complexes amb "orelles" i "ales" per evitar que la corda es bloquegi.
Molts dispositius d'assegurament passius es poden utilitzar com a descensors, com ara les cassoletes. Alguns descensors moderns inclouen característiques de dispositiu de bloqueig automàtic (SLD), que pressionaran la corda en cas de caiguda (per exemple, l'I'D de Petz). Els descensors resistents com els abseil racks s'utilitzen per tenir més control i fricció quan es porten càrregues pesades o s'escala en condicions molt humides o gelades (per exemple, en escalada de grans parets i en espeleologia). La tècnica moderna és utilitzar un descensor amb un sistema d'ancoratge personal.

### Dispositius autoblocants

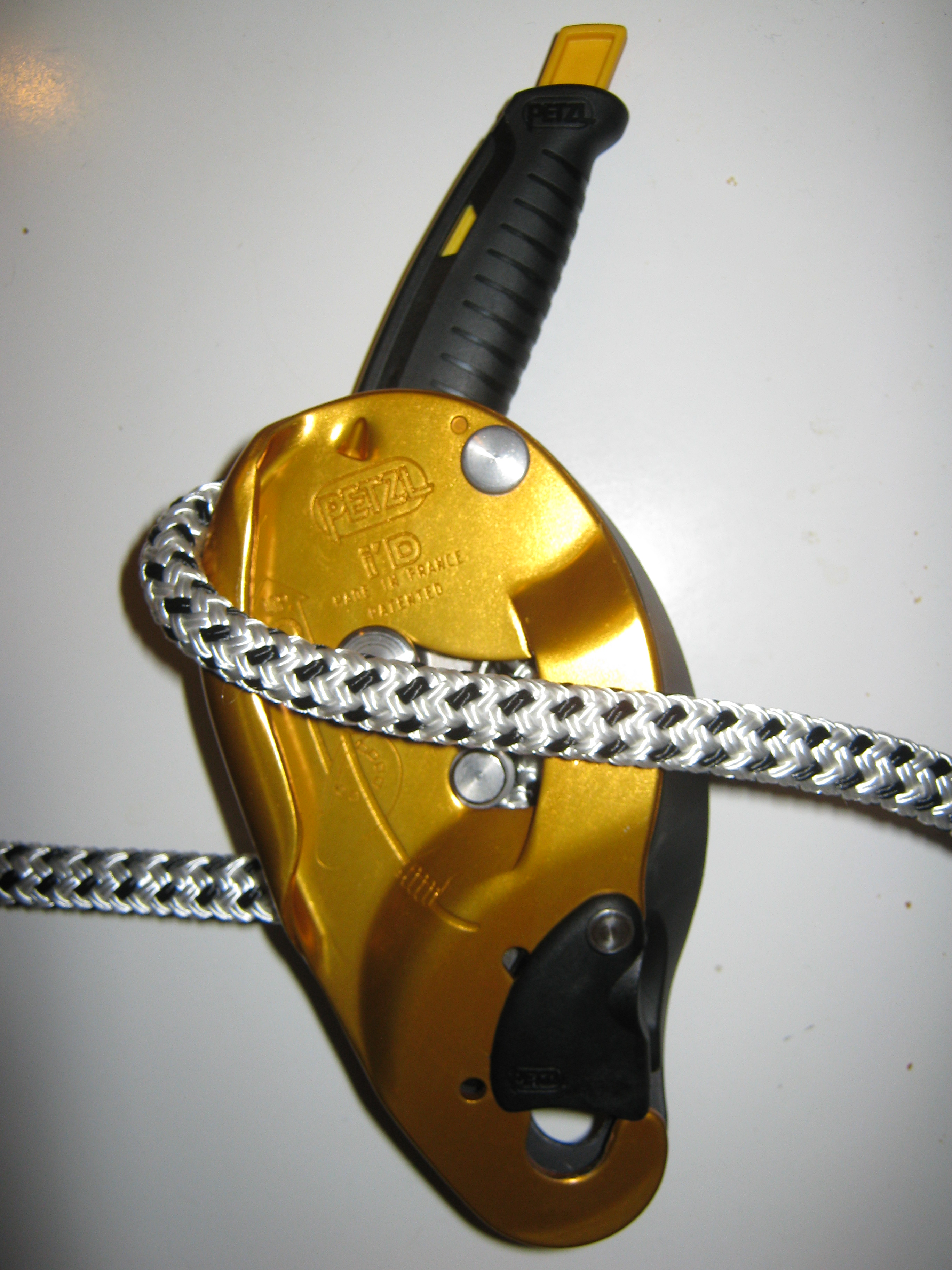
Dispositiu autoblocant I'D de Petzl

Els dispositius autoblocants (SLD), també anomenats dispositius de captura de progrés (PCD), són un tipus de dispositius que permeten que la corda d'escalada es mogui lliurement en una direcció, però que la bloquegen ràpidament si intenta moure's en sentit contrari. La seva acció bàsica fa que molts també es puguin utilitzar com a ascensors d'emergència o dispositius d'assegurament assistit (ABD), però n'existeix una àmplia gamma per a una gran varietat d'usos (per exemple, com a politja de transport o de rescat, com el Traxion de Petzl).
L'ús més complex és per a l'escalada en solitari amb corda, per a la qual s'han utilitzat dispositius com el Silent Partner de Wren, el GriGri de Petzl i el Revo de Wild Country, o l'escalada en solitari amb corda de segon, per a la qual s'han utilitzat el Micro Traxion de Petzl i el Lift de Camp.

## Elements de protecció
Tal com s'ha comentat, els dispositius de protecció de l'escalada en roca s'utilitzen principalment en l'escalada tradicional i en l'escalada esportiva (ambdós es poden fer en formats d'un i de diversos llargs). A més, l'escalada artificial també utilitza molts dels dispositius tradicionals de protecció per a l'escalada.

### Temporals
Els dispositius de protecció temporal proporcionen els mitjans per col·locar punts d'ancoratge temporals a la roca als quals un escalador principal pot connectar la seva corda (mitjançant una cinta exprés) quan es fa escalada tradicional. També es poden utilitzar per a punts d'ancoratge per a l'assegurament i per al ràpel. Els dispositius es classifiquen com a passius (és a dir, mantenen una posició estàtica en tot moment) o actius (és a dir, es mouen o s'ajusten dinàmicament en cas de caiguda).

#### Passius
- Tascons (també "encastadors" o "fissurers"). És la protecció passiva més comuna. Són petits blocs corbats d'aliatge d'alumini fort units a un bucle de filferro. Els fruits secs s'utilitzen col·locant-los en esquerdes que s'estrenyin/apriman (no funcionen bé en esquerdes amples o paral·leles) i després donant-los un estiró per col·locar-los al seu lloc.[2][23] Els tascons es presenten en moltes varietats (per exemple, nous HB amb forma de compensació, nous micro i nous RP de llautó).[24] A les zones on els cargols de pastanaga australians són habituals, el bucle de filferro s'ha utilitzat com a substitut d'emergència d'una placa de cargols (és a dir, com un penjador de reblons).[25]
- Hexes. Es tracta de tubs hexagonals asimètrics buits units a un llaç de corda (especialment per a hexagonals grans) o filferro. Sovint més ample que els fruits secs, la seva forma asimètrica permet el seu ús en paral·lel i fins i tot eixamplar esquerdes. Es col·loquen com una femella idealment en una secció estreta de l'esquerda i qualsevol caiguda farà que l'hexagonal es torci en la seva col·locació, exercint així una força lateral sobre la paret de l'esquerda. Els escaladors moderns solen utilitzar SCLD sobre hexagonals.[2]
- Tricams. Es tracta de blocs d'alumini amb forma units a cintes de cinta (com una femella). El bloc té la forma de tal que estirant la cinta la fa "llevar" contra les parets de l'esquerda, agafant la roca més fort de manera similar a un hexagonal. Els tricams també es poden col·locar de manera similar a una femella, depenent només de la constricció d'una esquerda. Les tricams no són tan fàcils de col·locar o treure com un SLCD, però poden cabre en esquerdes i butxaques estretes, sent en alguns casos l'únic tipus de protecció que funcionarà amb una funció concreta. Els tricams solen ser molt més barats i lleugers que els SCLD. Actualment s'utilitzen amb menys freqüència.[2][26]